# Gösta Mauritz Bergman
Gösta Mauritz Bergman, född 31 december 1905, död 18 oktober 1975 i Kungsholms församling, Stockholm, var en svensk teaterchef.
Bergman var efter teaterstudier i Tyskland, Frankrike och Ryssland 1930–1933 lärare i litteraturhistoria och dramatik vid Dramatiska teatern. Han var sekreterare i 1933–1934 års teaterutredning och blev 1934 chef för Riksteatern. Bergman blev 1945 filosofie licentiat och 1946 filosofie doktor. Sina teaterhistoriska studier samlade han i fyra volymer: Pär Lagerkvists dramatik (1928), ABF:s teaterhandbok (1931), Talkören (1932) och Regi och spelstil under Gustaf Lagerbjelkes tid vid Kungliga teatern (1946). Från 1927 var han även verksam som journalist.

## Fotnoter
1. ↑  Sveriges Dödbok 1901–2009, DVD-ROM, Version 5.00, Sveriges Släktforskarförbund (2010).
2. ↑  Bergman, Gösta Mauritz, teaterchef, f 31/12 1905 Arkiverad 6 november 2014 hämtat från the Wayback Machine. i Svensk uppslagsbok, 2:a upplagan, 1947, spalt 734.